# Rio Alto Braço

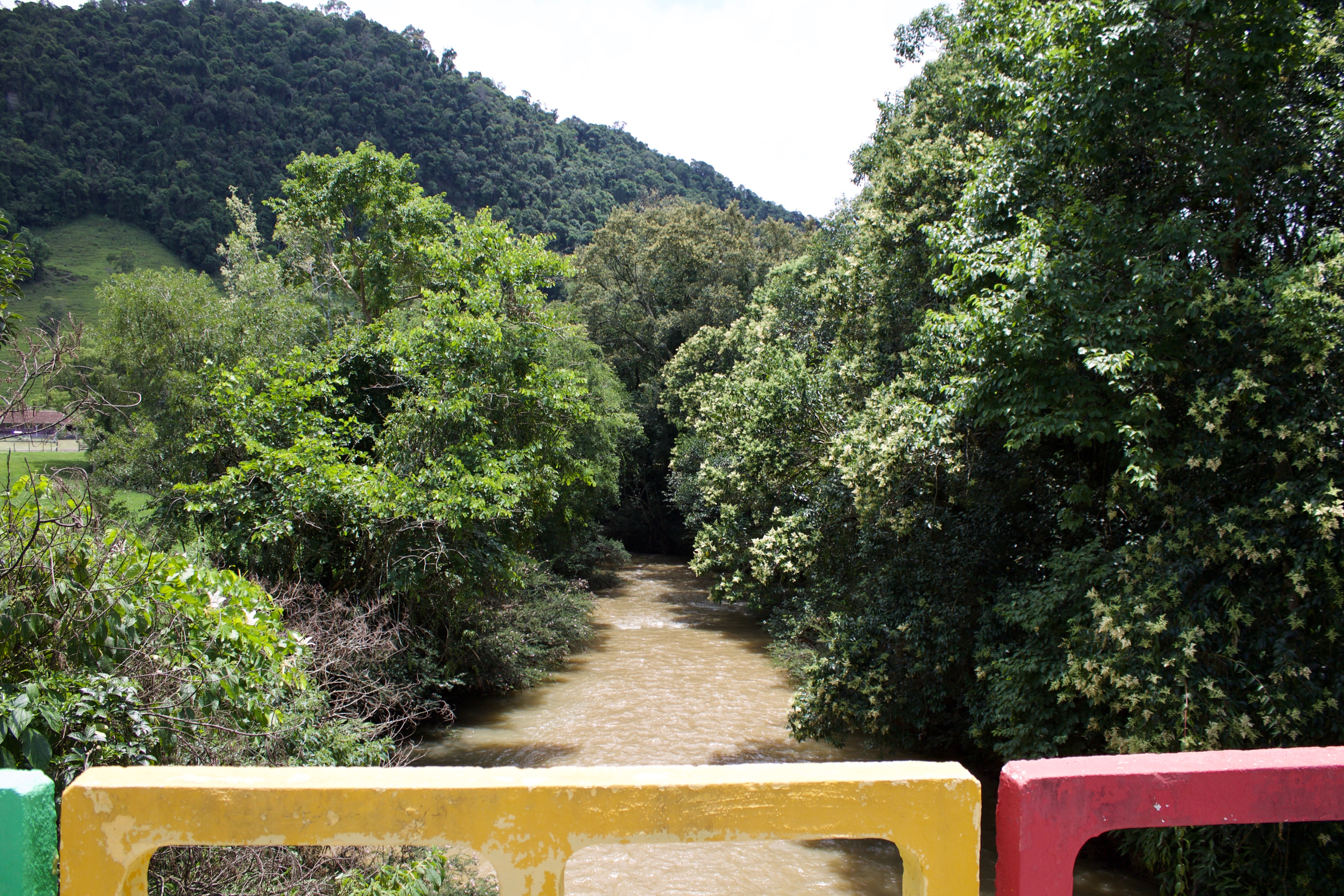
Rio Alto Braço

Le rio Alto Braço est une rivière brésilienne de l'État de Santa Catarina. 
Il naît dans la Serra dos Faxinais, sur le territoire de la municipalité d'Angelina, non loin de la source du rio do Engano. Il s'écoule vers le nord et passe ensuite à l'est de la ville de Leoberto Leal. Après avoir parcouru environ 50 km, il prend le nom de rio do Braço, après être arrivé dans la municipalité de Nova Trento.